# Pichia cecembensis
Pichia cecembensis är en svampart som beskrevs av Bhadra, R.Sreen. Rao & Shivaji 2007. Pichia cecembensis ingår i släktet Pichia och familjen Pichiaceae.   Inga underarter finns listade i Catalogue of Life.